# Alliopsis pseudosilvestris
Alliopsis pseudosilvestris är en tvåvingeart som beskrevs av Griffiths 1987. Alliopsis pseudosilvestris ingår i släktet Alliopsis och familjen blomsterflugor. Inga underarter finns listade i Catalogue of Life.